# Rhinacanthus minimus
Rhinacanthus minimus är en akantusväxtart som beskrevs av Spencer Le Marchant Moore. Rhinacanthus minimus ingår i släktet Rhinacanthus och familjen akantusväxter. Inga underarter finns listade i Catalogue of Life.